# Scoglio Grimaldo
Lo scoglio Grimaldo è uno scoglio del Mar Ligure situato nei pressi del confine tra il Comune della Spezia e quello di Riomaggiore.